# Pär Lagerkvist
Pär Fabian Lagerkvist (Växjö, 23 mei 1891 - Stockholm, 11 juli 1974) was een Zweedse schrijver en dichter die in 1951 de Nobelprijs voor Literatuur ontving. Enkele bekende boeken van Lagerkvist zijn Ångest, Barabbas en Dvärgen (De Dwerg) waarmee hij in 1944 internationaal doorbrak. Vanaf 1940 was Lagerkvist lid van de Zweedse Academie, op zetel 8. Pär Fabian Lagerkvist is de vader van Bengt Lagerkvist.